# Куліченко Олена Миколаївна
Олена Миколаївна Куліченко (нар. 17 січня 1963, смт Первомайськ, Слободзейський район, Молдавська РСР) — придністровський державний діяч. Депутат Верховної Ради ПМР II скликання. Відмінник охорони здоров'я ПМР.
Міністр соціального захисту і праці Придністровської Молдавської Республіки (2015 — н. ч.).

## Біографія
Народилася 17 січня 1963 року в смт Первомайську, Слободзейському районі, Молдавської РСР.
Освіта вища.
- У 1985 році закінчила Кишинівський державний університет імкні В.І. Леніна за фахом бібліотекар-бібліограф.
- У 1992 році - Санкт-Петербурзький інститут державного та муніципального управління за спеціальністю психолог.
- У 2009 році закінчила Міжрегіональну академію управління персоналом (Україна) за спеціальністю «Менеджмент організації»

### Кар'єра
Після закінчення середньої школи у 1979 році працювала в районній бібліотеці смт Слободзея бібліотекарем, старшим бібліотекарем, завідувачем відділом обслуговування.
Від 1983 до 1990 року — на комсомольській роботі: інструктор оргвідділу, секретар райкому комсомолу, інструктор ЦК ЛКСМ Молдови, Перший секретар Слободзейського райкому комсомолу.
У 1992—1995 роках — провідний спеціаліст, завідувач відділом по роботі з Радами Слободзейської районної Ради народних депутатів.
Від грудня 1995 до грудня 2000 року — депутат Палати Законодавців Верховної Ради Придністровської Молдавської Республіки.
Від 2001 до 2005 року працювала начальником відділу з питань сім'ї, жінок та дітей Міністерства охорони здоров'я і соціального захисту ПМР.
Від 2005 до 2012 року працювала виконавчим директором Державного фонду обов'язкового соціального страхування ПМР.
Від 2012 до 2013 року працювала заступником виконавчого директора ГФОСС ПМР.
Від 2013 року — директор ДОУ «Тираспольський медичний коледж імені Л. А. Тарасевича».
30 грудня 2015 року Указом Президента ПМР призначена міністром соціального захисту і праці ПМР.
22 грудня 2016 року Указом Президента ПМР призначена міністром соціального захисту і праці ПМР.